# Riyad as-Salihin
Riyad as-Salihin (arabisch رياض الصالحين, DMG Riyāḍ aṣ-Ṣāliḥīn ‚Gärten der Tugendhaften‘) ist eine Sammlung von Hadithen (Aussagen und Lebensweisen des Propheten Mohammed) und ist das beliebteste Buch von an-Nawawī (1233–1278). Insgesamt enthält Riyad as-Salihin 1896 Hadithe, die in 372 Kapitel aufgeteilt sind.
Zu den Hadithen in Riyad as-Salihin wurden Erläuterungen und Kommentare verfasst, unter anderem von Muhammad ibn al-Uthaymin (1925–2001).